# 瞬間移動
瞬間移動（しゅんかんいどう）、テレポーテーション（英語: teleportation）、テレポートとは、超能力の一種であり、物体を離れた空間に転送したり、自分自身が離れた場所に瞬間的に移動したりする現象および能力のことである。念力の一種と考えられている。
物体や自分自身の身体に対して念動力（テレキネシス）を適用することによって空間を非連続的に飛び越えさせ、文字通り瞬間的に2つの地点の間を移動する能力・技術のことを指す。
小説、漫画、アニメーション、コンピュータゲームなど様々なメディアのSF・ファンタジー作品に登場し、その能力を持つ者はテレポーターと呼ばれる。
テレキネシスを空間に対して適用したり、あるいは何らかの科学の力によって空間を歪曲して、2つの地点の距離を物理的に接近させたうえで移動する、空間歪曲（ワープ）とも根本的に異なるが、しばしば混同される。
見かけ上は同様に見える（通常の人間では視力で追いかけることができないため）、亜光速・超光速移動により空間をごく短時間で物理的に移動する能力・技術とは、根本的に異なる。
また別の用例として、ステージでよく行われるマジックで、移動に要する時間は考えないで、通常では物理的に不可能だと思われる距離・位置関係の移動を行う出し物や演目を称する場合もある。
実際に確認された事例は存在しない。

## 超能力によるもの
SF作品では念動力（テレキネシス）、テレパシーなどと並ぶ超能力の定番であり、瞬間的に移動する能力としてはアルフレッド・ベスターの『虎よ、虎よ!』の「ジョウント」やフレドリック・ブラウンの『火星人ゴーホーム』の「クイム」もほぼ同じものと思われる。自分以外の物体に対しておこなう（遠くにある物体を引き寄せる）能力を特に「アポート」（アポーツとも）と呼ぶことがある。
自分自身が能力を発動させて移動するのならともかく、質量を持つ実体物を、閉鎖空間から別の場所へ・また外から閉鎖空間内へ移すのは非常に困難（ほぼ不可能）とされ、これが出来る能力者は同じ超能力者達からも畏敬の目で見られる。

### 空間を飛び越えるもの
2点間の空間を飛び越えて瞬間的に目的地に物体を転送したり、自分自身が移動する能力である。ほとんどの場合はこちらに当たる。この能力に共通する性質として、次のようなものがある。
- 間の空間を通ることがないため、間に壁などの障害物があった場合でも問題なく移動できる。

対象物として、次の2つに分けられる。
- 自分を含めた物体全て。
- 能力者の体。触れているものも含む場合もある。

また能力の描写の方法については、次の2種類のものが多い。
- 移動元の地点では突如として消えたように見え、移動先の地点で突如現れるもの。
- 空間の穴のようなものを空間上に作ったうえで、そこを通り目的地へ移動するもの。

移動先の目的地については、次のような制限を設けられることがある。
- 能力者から何m以内
- 能力者の知覚圏内（圏外にも可能なこともあるが、その場合は移動先の環境や状況により危険が伴う）
- 空間的な座標（緯度・経度・高度、または能力者の現在位置からの方位・距離など）がはっきり判っている所
- 特定の道具が存在している所
- 能力者のイメージできる場所だけ。

### 空間の置き換えによるもの
先に述べたように、移動先に固形物があった場合、その物体と体の物質が融合することから大爆発を起こすという設定がよくあるが、もし固形物がなくても、気体や液体も分子から構成されており、真空に移動する以外には必ずこの現象が起きるはず、という指摘がある。それを回避する考えが、離れた場所へ移動するのではなく、離れた場所の空間とこちらの空間を置き換える、という考え方である。この場合固形物に突っ込めば、人型の塊が元の場所に出現することになる。

### 高速移動によるもの
人間が目にも留まらぬ速さで移動することにより、瞬間的に移動したように見えるという能力である。荒唐無稽なバトル漫画などで、高速で瞬間的に移動したような描写はよく見られ、それに瞬間移動という呼称を用いる例もあるが、上記の空間を飛び越えるものと明確に区別されている例も多い（縮地、加速装置を参照）。多くの場合、移動先との間に壁などの障害物があった場合は、破壊しない限り通り抜けることはできない。多くの場合空気抵抗等は無視されている。また、高速移動を繰り返すことによる残像現象を利用して分身したように見せる技もよく描かれる。

## 機械によるもの
何らかの科学的技術により同様な現象を起こすための機械が登場することも多く、そうした機械は「転送装置」などと呼ばれる。また、宇宙船などで超長距離を一瞬にして移動する「ワープ」などと呼ばれる技術が散見される。

## フィクション以外のもの
21世紀前半時点の科学では不可能とされる。マジックにおいては、主に脱出マジックの超常現象的説明として持ち出されることが多い。
どちらにしろ現実に使われるこの言葉は、移動が瞬間的であることよりも「障害物を通り抜けて移動する」ことに重点を置くことが多い。

### 事例(伝説)
- 1593年に、ヒル・ペレスはマニラ(スペイン領東インド)から、ヌエバ・エスパーニャ(メキシコシティマヨール広場、現在のソカロ)へと瞬間移動したという伝説がある。詳細は1593年の瞬間移動した兵士の伝説を参照。

## 量子テレポーテーションとの関係
テレポーテーションという言葉を使用した物理学の用語に量子テレポーテーションがあるが、これは物質が瞬間移動するわけではない。

## 瞬間移動を主題とした作品
- 『虎よ、虎よ!』（アルフレッド・ベスター）
- 『電送人間』1960年の東宝特撮映画。テレポーテーションによる殺人事件を題材とする。
- 「脳細胞の体操 -テレポーテーションの理論と実際-」（ラリー・ニーヴン、『無常の月』収録、通常の小説ではなく、テレポーテーションに技術的制限などがあった場合、どのように利用されるかを考察した短編。）
- 『ジャンパー』（スティーヴン・グールド）
  - 『ジャンパー』 上記小説の映画化。2008年公開。
- 『瞬間移動死体』（西澤保彦）
- 『将軍様は縮地法を使われる』北朝鮮の楽曲。